# ГРЭС «Шимал»
«Шимал» государственная районная электростанция (азерб. Şimal İstilik Elektrik Stansiyası) — тепловая электростанция Азербайджана. Расположена в Баку. Из одного центра осуществляется управление двумя электростанциями «Шимал-1» и «Шимал-2». 
Общая мощность —  5,7 миллиарда киловатт-часов электроэнергии в год. Две электростанции обеспечивают 20% производства электроэнергии Азербайджана и около 40-50% электроэнергии Баку и Апшеронского полуострова.

## Общие сведения
26 июля 2023 года введена в эксплуатацию эстакада и две насосные станции на территории Каспийского моря, а также малая ГЭС «Шимал».
Снижение уровня воды Каспийского моря на 2 метра за период с 2003 по 2023 год привело к дефициту охлаждающей воды для ГЭС. Для устранения данной проблемы были пострены эстакада протяжённостью 540 м., и две водонасосные станции, которые позволяют брать воду из Каспия с глубины 8,5 м. Производительность насосов составляет 9 000 м3/ч
Малая ГЭС, 300-киловольтная, работает на используемой и сбрасываемой в море охлаждающей воде. Планируется выработка данной ГЭС 2,5 миллиона киловатт-часов электроэнергии в год, что покроет хозяйственные потребности Шимал-1 и Шимал-2.

## «Шимал-1»
«Шимал-1»  была сдана в эксплуатацию в две очереди. Первая очередь — в 1950 году. Была выведена из эксплуатации в 1988 году. В 1998 году были привлечены инвестиции для строительства второй очереди.  
В 2000 году был заложен фундамент станции «Шимал-1». Сдана в эксплуатацию в 2002 году. 

## «Шимал-2»
Фундамент электростанции «Шимал-2» был заложен в 2011 году на территории 104,9 гектара в посёлке Шувелян. Электростанция сдана в эксплуатацию 5 сентября 2019 года.